# Mattias Svanberg
Mattias Olof Svanberg (* 5. Januar 1999 in Malmö) ist ein schwedischer Fußballspieler, der seit der Saison 2022/23 beim deutschen Erstligisten VfL Wolfsburg unter Vertrag steht.

## Karriere

### Verein
Svanberg kam im Jahr 2013 in die Jugend von Malmö FF und unterzeichnete dort am 27. Juli 2015 seinen ersten professionellen Vertrag. Sein Ligadebüt gab er am 28. Mai 2016 beim 4:1-Auswärtssieg gegen den Östersunds FK. Am 25. September erzielte er sein erstes Tor im beim 2:0-Heimsieg im Lokalderby gegen Helsingborgs IF. In der darauffolgenden Saison 2017 drang er in die Rotation vor und absolvierte 18 Einsätze, in denen er einmal traf und fünf Tore assistierte. Zum Stammspieler im Mittelfeld avancierte er in der nächsten Spielzeit 2018, in der er bis zu seinem Wechsel alle 21 Pflichtspiele Malmös bestritt und drei Tore und vier Vorlagen sammeln konnte. In seiner Zeit in Schweden eroberte er mit Malmö zweimal in Folge den Meistertitel.
Am 5. Juli 2018 wurde der Wechsel Svanbergs zum italienischen Erstligisten FC Bologna bekanntgegeben, wo er einen Fünfjahresvertrag unterzeichnete. Die Ablösesumme die für den Mittelfeldspieler bezahlt wurde betrug 5 Millionen Euro. Sein Debüt bestritt er am 16. September bei der 0:2-Auswärtsniederlage gegen den CFC Genua, als er in der zweiten Halbzeit für Andrea Poli eingewechselt wurde. In der Saison 2018/19 absolvierte er 23 Ligaspiele im Trikot der Rossoblu.
Im Sommer 2022 wechselte er zum VfL Wolfsburg in die Bundesliga.

### Nationalmannschaft
Für die schwedische U-17-Nationalmannschaft absolvierte Mattias Svanberg zwischen 2014 und 2016 20 Einsätze, in denen er zwei Tore erzielte. Ab 2016 war er für die U19 im Einsatz, für die sieben Spiele bestritt und einmal traf.
Sein Debüt für die U21 gab er am 10. Oktober beim 3:0-Heimsieg gegen Malta. Im November 2019 debütierte er auch im A-Nationalteam. Mit der schwedischen Auswahl erreichte er bei der Europameisterschaft 2021 das Achtelfinale, wo Schweden gegen die Ukraine ausschied. Svanberg kam dabei aber nicht zum Einsatz.

## Erfolge
Malmö FF
- Schwedischer Meister: 2016, 2017